# Paris-Roubaix 1980

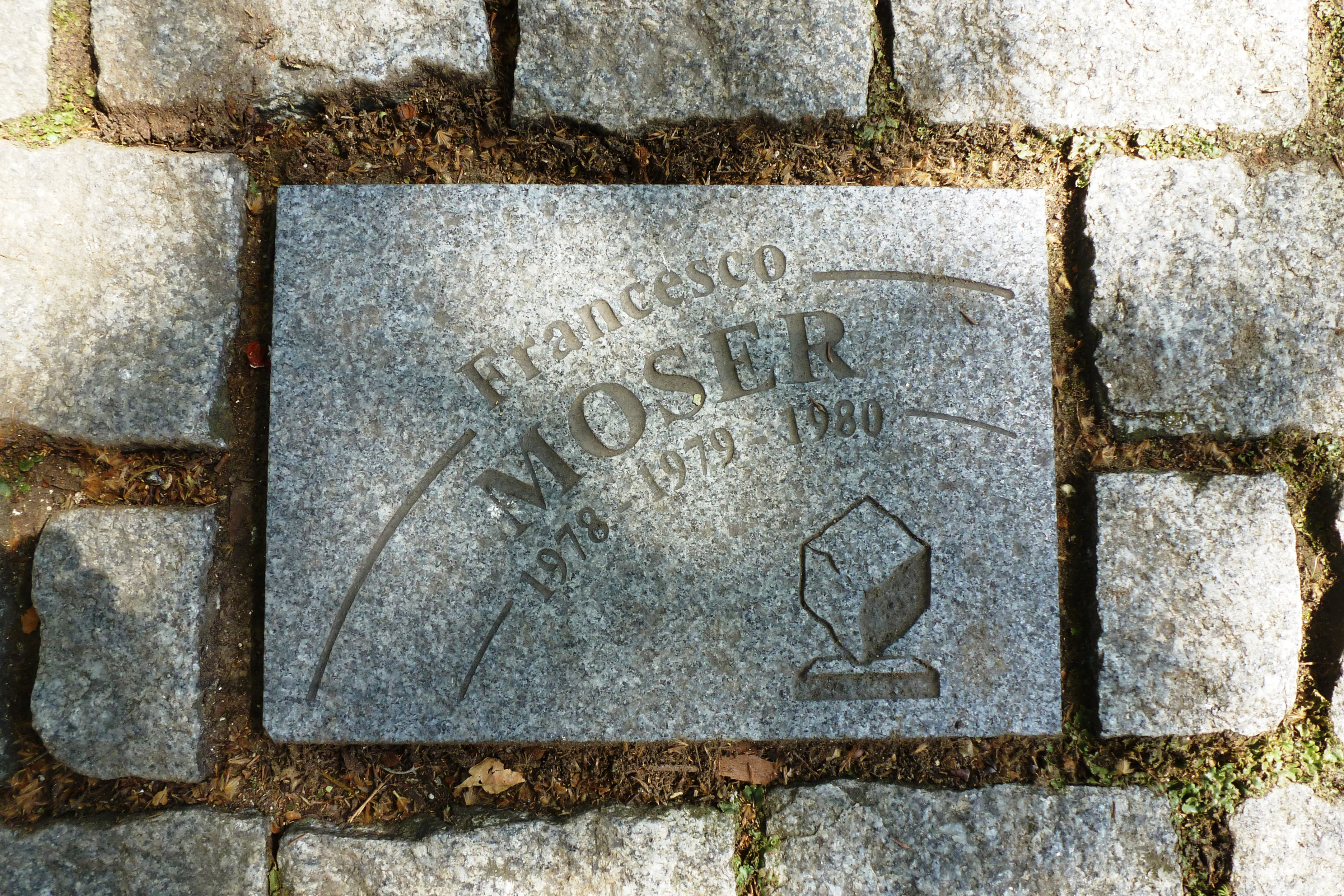
Pavé Francisco Moser dans l'Allée Charles Crupelandt à Roubaix.

La 78e édition de la course cycliste Paris-Roubaix a eu lieu le 13 avril 1980 et a été remportée en solitaire par l'Italien Francesco Moser, pour la troisième année consécutive.

## Équipes
| Équipes professionnelles (15)- Sanson-Campagnolo - Peugeot-Esso-Michelin - Puch-Sem-Campagnolo - Renault-Gitane - IJsboerke-Warncke Eis - Boule d'Or-Sunair-Colnago - DAF Trucks-Lejeune - TI-Raleigh-Creda - Safir-Ludo - La Redoute-Motobécane - Miko-Mercier-Vivagel - Vermeer-Thijs-Mini-Flat - Marc-Carlos-V.R.D.-Woningbouw - HB Alarmsystemen - Boston-IFI-Mavic |
| |

## Classement final
Trente et un coureurs terminent la course.
| \| Classement général \| Classement général \| Classement général \| Classement général \| Classement général \| \| Coureur \| Coureur \| Pays \| Équipe \| Temps \| \| ------------------ \| ----------------------- \| ------------------ \| ---------------------- \| ------------------ \| \| 1er \| Francesco Moser \| Italie \| Sanson-Campagnolo \| 6 h 07 min 28 s \| \| 2e \| Gilbert Duclos-Lassalle \| France \| Peugeot-Esso-Michelin \| + 1 min 48 s \| \| 3e \| Dietrich Thurau \| Allemagne \| Puch-Campagnolo-Sem \| + 3 min 30 s \| \| 4e \| Bernard Hinault \| France \| Renault-Gitane \| + 6 min 05 s \| \| 5e \| Marc Demeyer \| Belgique \| IJsboerke-Warncke Eis \| + 6 min 05 s \| \| 6e \| Alfons De Wolf \| Belgique \| Boule d'Or-Studio Casa \| + 6 min 05 s \| \| 7e \| Daniel Willems \| Belgique \| IJsboerke-Warncke Eis \| + 6 min 05 s \| \| 8e \| William Tackaert \| Belgique \| DAF Trucks-Lejeune \| + 8 min 37 s \| \| 9e \| Ludo Peeters \| Belgique \| IJsboerke-Warncke Eis \| + 9 min 35 s \| \| 10e \| Piet van Katwijk \| Pays-Bas \| TI-Raleigh-Creda \| + 10 min 38 s \| |                         |           |                        |                 |
| |                         |           |                        |                 |
| Sources : ProCyclingStats Cycling Archives |                         |           |                        |                 |
| Classement général |                         |           |                        |                 |
| Coureur | Coureur                 | Pays      | Équipe                 | Temps           |
| 1er | Francesco Moser         | Italie    | Sanson-Campagnolo      | 6 h 07 min 28 s |
| 2e | Gilbert Duclos-Lassalle | France    | Peugeot-Esso-Michelin  | + 1 min 48 s    |
| 3e | Dietrich Thurau         | Allemagne | Puch-Campagnolo-Sem    | + 3 min 30 s    |
| 4e | Bernard Hinault         | France    | Renault-Gitane         | + 6 min 05 s    |
| 5e | Marc Demeyer            | Belgique  | IJsboerke-Warncke Eis  | + 6 min 05 s    |
| 6e | Alfons De Wolf          | Belgique  | Boule d'Or-Studio Casa | + 6 min 05 s    |
| 7e | Daniel Willems          | Belgique  | IJsboerke-Warncke Eis  | + 6 min 05 s    |
| 8e | William Tackaert        | Belgique  | DAF Trucks-Lejeune     | + 8 min 37 s    |
| 9e | Ludo Peeters            | Belgique  | IJsboerke-Warncke Eis  | + 9 min 35 s    |
| 10e | Piet van Katwijk        | Pays-Bas  | TI-Raleigh-Creda       | + 10 min 38 s   |